# Wels–Passau-vasútvonal
A Wels–Passau-vasútvonal vagy Passauer Bahn egy kétvágányú villamosított fővonal Ausztriában és Németországban, amelyet eredetileg a k.k. privilegierte Kaiserin Elisabeth-Bahn épített és üzemeltetett. Welsből Felső-Ausztrián át vezet Passauig és az Osztrák Szövetségi Vasutak alaphálózatának része.

## Története
Az vonalat a Kaiserin Elisabeth-Bahn 1861. szeptember 1-jén helyezte üzembe. Ez egy 81,2 km (83 km Passau Teherpályaudvarig) hosszú kétvágányú villamosított fővonal. Összességében 79,6 km Ausztria területén és 1,6 km a német területen halad, ahol Passau Hauptbahnhofon csatlakozik a Regensburg–Passau-vasútvonalhoz.
Különös jelentősége a vonalnak a nemzetközi teherforgalom biztosítása Ausztria és Észak-Európa között. Ezen kívül a nemzetközi személyforgalomban Hamburg és Frankfurt felől Bécsbe és tovább keletre mindig is nagy jelentőséggel bírt. Például 1894 óta a Oostend-Bécs expressz jár ezen a vonalon és 1971-től a TEE Prinz Eugen Észak-Németországban és Bécs között ezt a vonalat használja később EuroCity néven, végül a ICE is erre jár. Ez a nevet 2002-ben kapta és 2007 végére először megteremtette a közvetlen kapcsolatot Hamburg és Bécs között. 2011/2012–ben tervezett a közvetlen ICE kapcsolat Hamburg-Bécs között.
A különlegessége ennek a vonalnak az volt, hogy egészen a Passau-Hauzenberg szárnyvonal 1904-es megnyitásáig osztrák forgalmisták felügyelték a forgalmat német földön is. Hasonlóképpen egészen Ausztria 1995-ös Európai Unióhoz való csatlakozásáig a vasútvonal végpontja Passauban egy külön osztrák állomásrész volt, ahol a szükséges határ- és vámellenőrzést végeztek.

## A pálya leírása

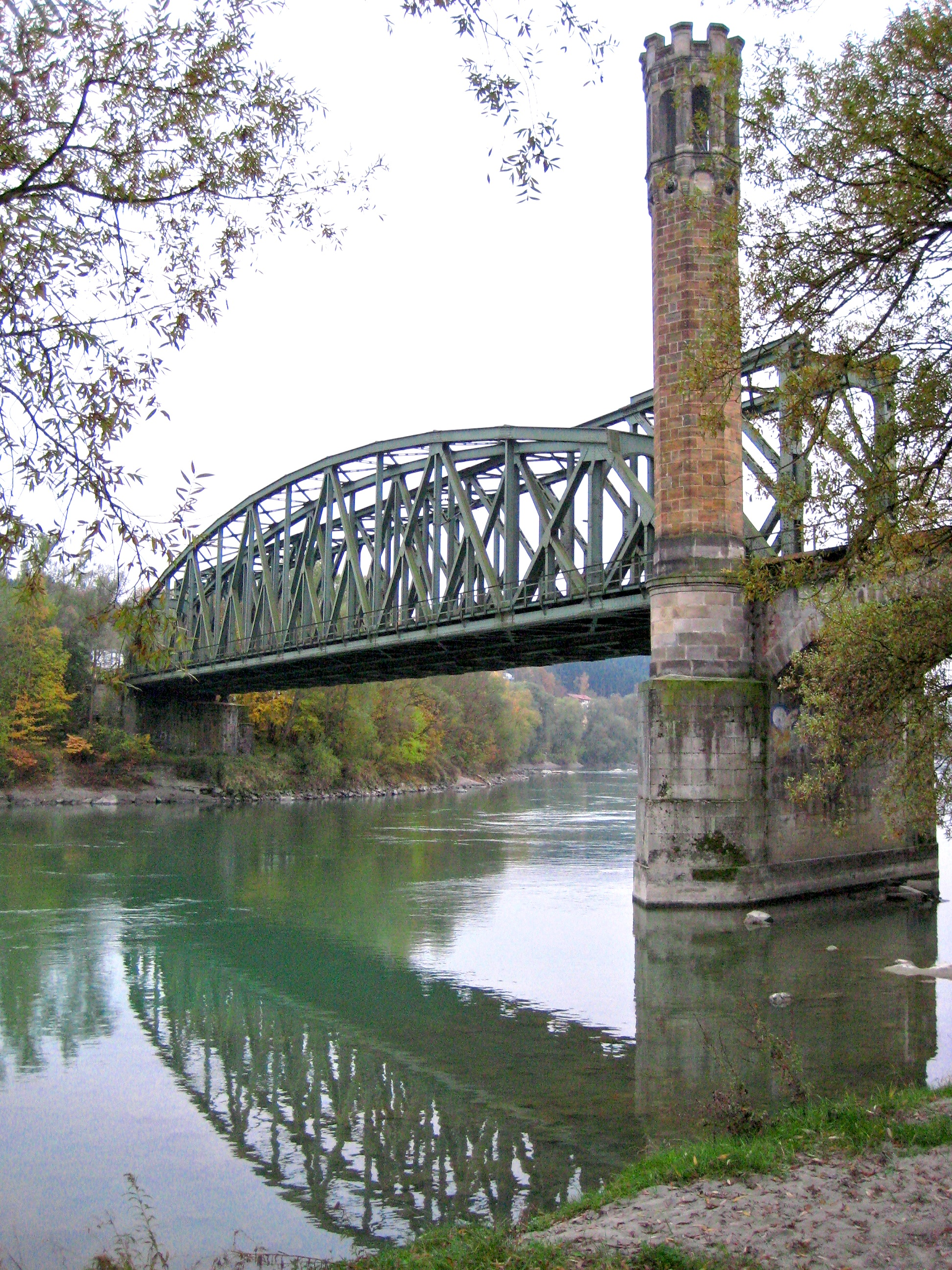
Vasúti híd az Inn fölött Passauban

A pálya a Wels Hauptbahnhofon kezdődik, ahol elágazik északnyugati irányba a délnyugatra futó Westbahntól. A vonal Bécsből Linzig a Dunát követi, Wels és Passau között a pálya elválik a folyótól. Először Traun völgyében fut és Welsig a folyót követi. Ott északnak fordul és elérve a Trattnach folyót Taufkirchenig amellett vezet.
Neumarkt Hausruckkreisnál mellékvonal ágazik el Ried imm Innkreis felé. Innen Zell an der Pram felé patakmedrek mentén haladva kerüli el a szintemelkedéseket. Zelltől a Parm völgyében halad az Innig, ahol a vonal elért Schärdinget. Röviddel a pálya megnyitását követően innen St. Florian am Inn egy másik mellékvonal épült Ried im Innkreis felé. Most a vasút az Inn jobb partján fut. Röviddel a határ után mellékvonal ágazik el Hauzenberg felé. Rögtön utána a vonal átkelt az Inn folyó felett, 110 méter hosszú ideiglenes hídon, amely a második világháború után, a korábbi 176 méter hosszú kőhíd helyett készült. Ezután a pálya a rövid Passau alagútban halad Neue Mitte Passau (korábban Kis dísztér)ig és eléri a végpontját a Passau Hauptbahnhofot. Ott megy át a Regensburg-Passau-vasútvonal a Duna felett.

## Fordítás
- Ez a szócikk részben vagy egészben  a   Bahnstrecke Wels–Passau című német Wikipédia-szócikk fordításán alapul.  Az eredeti cikk szerkesztőit annak laptörténete sorolja fel. Ez a jelzés csupán a megfogalmazás eredetét és a szerzői jogokat jelzi, nem szolgál a cikkben szereplő információk forrásmegjelöléseként.